# Tofifest

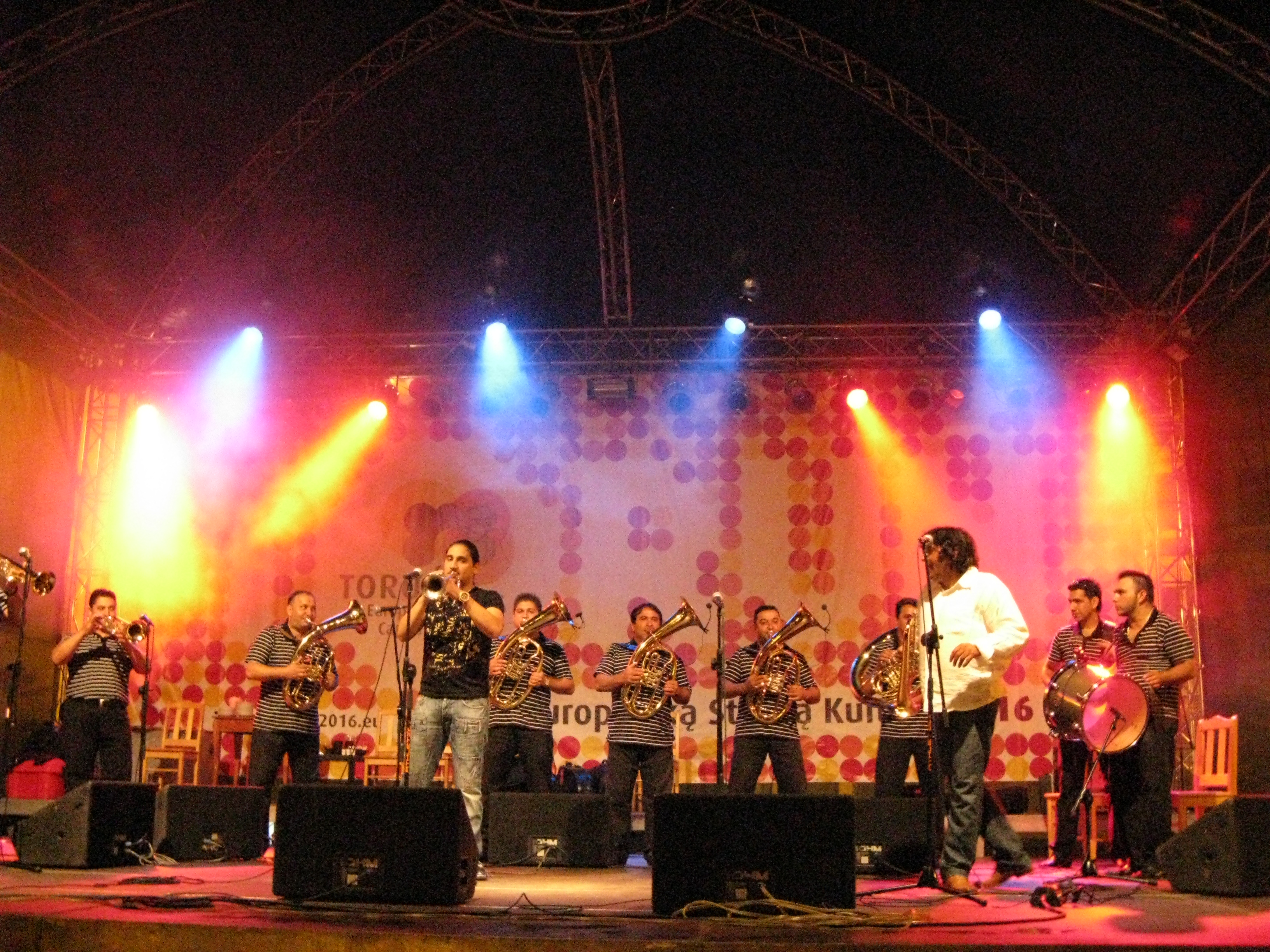
Koncert Boban i Marko Marković Orkestar, impreza towarzysząca festiwalowi Tofifest w roku 2008

Międzynarodowy Festiwal Filmowy Tofifest – odbywający się cyklicznie w Toruniu festiwal filmowy prezentujący kino niezależne. Dyrektorem festiwalu jest Katarzyna Jaworska.

## Początki
Pierwszym toruńskim festiwalem kina niezależnego był Ogólnopolski Festiwal Filmowy OFF (pomysłodawcami byli Monika Weychert-Waluszko i Marek Nowak), który odbył się w 2002 roku i miał bardzo bogaty program, łączący różne środowiska kina niezależnego. Nawiązywał on do comiesięcznych spotkań x!-muza organizowanych przez Monikę Weychert-Waluszko od 2000 roku w Domu Muz. Po konflikcie w Domu Muz i zwolnieniu Weychert kontynuowanie pomysłu na festiwal offowy zlecono Katarzynie Jaworskiej.

## Edycje festiwalu

### 2003
W dniach 5-7 grudnia  2003 roku odbył się pierwszy Toruński Offowy Festiwal Filmowy TOFFI. Zaprezentowano na nim 95 filmów, głównie polskiej twórczości amatorskiej i studenckiej, a także pokazy specjalne filmów profesjonalnych. Główną nagrodę, przyznawaną przez widzów, otrzymał film Motór w reżyserii Wiesława Palucha.

### 2004
W drugiej edycji, która odbyła się w dniach 14–17 października 2004 pod nazwą Toruński Festiwal Filmu Niezależnego TOFFI, wprowadzono jury złożone z profesjonalnych filmowców, przyznające nagrodę o nazwie OFFIK. Jury w składzie Małgorzata Foremniak, Maciej Dominiak, Waldemar Dziki, Bartek Fukiet oraz Romuald Pokojski główną nagrodę przyznało filmowi Krew z nosa w reżyserii Dominika Matwiejczyka. Na festiwalu przyznawano także nominacje do OFFSkarów.

### 2005
Trzecia edycja odbyła się w dniach 19-23 października 2005 roku. Tego roku po raz kolejny zmieniono nazwę festiwalu na Międzynarodowy Toruń Film Festival TOFFI. Zmieniła się także formuła – zrezygnowano z filmów amatorskich, w konkursie brały udział zarówno filmy polskie, jak i zagraniczne. Główną nagrodę, Złotego Anioła, zdobył film Ugór w reżyserii Dominika Matwiejczyka. Wśród nagrodzonych filmów znalazł się także Diabeł Tomasza Szafrańskiego, któremu przyznano nagrodę Złotego Manekina dla filmu najbardziej wysmakowanego plastycznie oraz Flisaka, czyli nagrodę Prezydenta Torunia dla najlepszej produkcji stworzonej przez filmowca z regionu Kujaw i Pomorza.

### 2006
Na International Torun Film Festival TOFFI, który odbył się w dniach 18–22 października 2006, zorganizowano dwa osobne konkursy dla filmów pełno- i krótkometrażowych. Złotego Anioła dla filmu pełnometrażowego otrzymał amerykański film We Go Way Back w reżyserii Lynn Shelton, zaś dla krótkometrażowego Emilka płacze Rafała Kapelińskiego, który otrzymał również nagrodę Flisaka. Nagrodę specjalną jury, a także nagrodę krytyki im. Zygmunta Kałużyńskiego otrzymał słoweński film Odgrobadogroba Jana Cvitkoviča.

### 2007
International Film Festival TOFIFEST odbył się w dnaich 7-11 listopada 2007 roku. Złotego Anioła dla filmu pełnometrażowego, a także nagrodę publiczności otrzymał brytyjski film Hallam Foe w reżyserii Davida Mackenzie. Specjalną nagrodą jury wyróżniło również brytyjskie Znamię Kaina Marca Mundena.
W kategorii filmów krótkometrażowych Złotego Anioła otrzymał Bartosz Konopka za film Trójka do wzięcia, a nagrodę specjalną – rumuński reżyser Radu Jude za film Lampa z kapturkiem.
Nagrodę krytyki im. Zygmunta Kałużyńskiego otrzymał nowozelandzki Orzeł kontra rekin w reżyserii Taiki Waititiego, a Flisaka – Łukasz Karwowski za film Południe-Północ.

### 2008
Międzynarodowy Festiwal Filmowy Tofifest odbył się w dniach 5–11 lipca 2008. Organizacji festiwalu w sezonie wakacyjnym towarzyszyły imprezy plenerowe, odbywające się w przestrzeni miejskiej. Wśród nich znalazł się występ Boban i Marko Marković Orkestar jako uzupełnienie pokazu filmu dokumentalnego Gucza! Pojedynek na trąbki. Oprócz dotychczasowych międzynarodowych konkursów na najlepszy film pełnometrażowy i krótkometrażowy, zorganizowano dwa nowe konkursy: konkurs na najlepszy polski film fabularny oraz konkurs FORWARD! dla najlepszego filmu fabularnego przełamującego schematy.
Nagrody:
- Złoty Anioł dla filmu pełnometrażowego – Ojcze nasz. Krew z krwi, reż. Christopher Zalla(inne języki) (USA)
- Złoty Anioł dla filmu krótkometrażowego – Na trasie, reż. Reto Caffi(inne języki) (Szwajcaria)
- Złoty Anioł w konkursie FORWARD! – Z drugiej strony, reż. Sarah Watt (Australia)
- Złoty Anioł dla filmu polskiego (nagroda przyznawana przez publiczność) – Sztuczki, reż. Andrzej Jakimowski
- Nagroda Specjalna Jury – Na pełnym gazie, reż. Ramin Bahrani(inne języki) (USA)
- Nagroda im. Zygmunta Kałużyńskiego – Ładunek 200, reż. Aleksiej Bałabanow (Rosja)[9]

### 2009
Festiwal trwał od 26 czerwca do 3 lipca. 7 edycja odbywała się pod hasłem: „Filmy są dla ludzi”. Wśród najważniejszych punktów programu znalazły się: przegląd kina szwajcarskiego i specjalna retrospektywa Alaina Tannera, spaghetti westerny, przegląd filmów Michaela Hanekego, Nowego Kina z Kosowa i Albanii, a także pasmo „Polskie Kino Kobiet” z przeglądem filmów Barbary Sass. W trakcie festiwalu nastąpiło uhonorowanie tablicą pamiątkową pochodzącej z Torunia Heleny Grossówny. Festiwal zaprezentował też przegląd jej najwybitniejszych kreacji filmowych. Festiwal odwiedziły takie gwiazdy jak: Janusz Gajos, Agnieszka Grochowska, Krzysztof Zanussi czy Małgorzata Kożuchowska.

#### Nagrody:
- Złoty Anioł Grand Prix dla filmu pełnometrażowego – Dom przy autostradzie, reż. Ursula Meier (Szwajcaria)
- Złoty Anioł dla filmu krótkometrażowego – Vacsoria, reż. Karchi Perlmann (Węgry)
- Nagroda publiczności dla filmu polskiego – Boisko bezdomnych, reż. Kasia Adamik
- Nagroda krytyki im. Zygmunta Kałużyńskiego – Kocham cię od tak dawna, reż. Philippe Claudel(inne języki) (Francja)
- Flisak dla najlepszego filmowca z Torunia i okolic – Magdalena Czerwińska

Jury przyznało wyróżnienia specjalne filmowi krótko i pełnometrażowemu. W 2009 roku otrzymały je: Inna modlitwa Mahmuta Fazıla Coşkuna (Turcja) oraz Proszę, odezwij się Davida O’Reilly’ego (Irlandia). Nagrody w poszczególnych kategoriach w ramach konkursu filmów pełnometrażowych otrzymali również: Xawery Żuławski (reżyseria), Nanni Moretti (scenariusz), Isabelle Huppert (aktorka), Nadir Saribacak (aktor), Marian Prokop (zdjęcia) i Manuel Munoz (montaż). W konkursie krótkometrażowym nagrody w poszczególnych kategoriach przyznano: Rúnarowi Rúnarssonowi (reżyseria), Peterowi Bessonowi (scenariusz), Aisling Lotus (aktorka), Benowi Whismanowi (aktor), Lol Crawley (zdjęcia), Erhan Acar (montaż). Specjalny Złoty Anioł za „wkład w sztukę aktorską i niepokorność twórczą” trafił w ręce Janusza Gajosa.

### 2010
VIII Międzynarodowy Festiwal Filmowy Tofifest odbywał się od 26 czerwca do 2 lipca. Od tego roku najważniejszym konkursem festiwalu jest ON AIR, prezentujący debiuty i drugie filmy pełnometrażowe reżyserów z całego świata. Hasło edycji brzmiało: „Bo każdy ma w sobie bunt”. Do najważniejszych pasm 8 edycji imprezy należały: retrospektywa Costy-Gavrasa, pasmo filmów kampowych z przeglądem filmów Kena Russella oraz przegląd kinematografii gruzińskiej. Festiwal oferował też wiele innych atrakcji, do których należały: pasma edukacyjne i klubowe, koncert IDŹ POD PRĄD z muzyką filmową na Rynku Staromiejskim (O.S.T.R., Dezerter, Dick4Dick i Mosquito), kolejna odsłona Instytutu B61, kino plenerowe w scenerii toruńskiej starówki oraz filmy z Bydgoszczy i Torunia w sekcji „Lokalizacje”. Wśród zaproszonych z całego świata gości znaleźli się m.in.: Julia Jentsch, Shirin Neshat, Bogusław Linda, Anna Polony czy Wojciech Smarzowski.

#### Nagrody:
- Złoty Anioł Grand Prix dla filmu pełnometrażowego w konkursie ON AIR – Za dziesięć jedenasta, reż. Pelin Esmer (Turcja)
- Złoty Anioł dla filmu krótkometrażowego w konkursie SHORTCUT – Hanoi-Warszawa, reż. Katarzyna Klimkiewicz (Polska)
- Nagroda Publiczności dla filmu polskiego w konkursie FROM POLAND – Dom zły, reż. Wojciech Smarzowski (Polska)
- Nagroda Krytyki im. Zygmunta Kałużyńskiego – Felicia przede wszystkim, reż. Răzvan Rădulescu(inne języki) i Melissa de Raaf(inne języki) (Rumunia)
- Flisak dla najlepszego filmowca z Torunia i okolic – Olga Bołądź i Marcin Gładych.

Wśród laureatów znaleźli się także: Orsolya Toth (Węgry), która otrzymała specjalne wyróżnienie za wybitną kreację aktorską w filmie Kobiety bez mężczyzn Shirin Neshat (Iran), oraz Bobbie Paunescu z wyróżnieniem dla najlepszego reżysera za film Francesca (Rumunia). Wyróżnienie Jury otrzymał film Altiplano (Belgia) w reżyserii Petera Brosensa i Jessiki Woodworth. Nagroda Publiczności trafiła w ręce Salomé Alexi za film Szczęście (Gruzja). Nagrodę Specjalną Jury otrzymał film Marysina Polana Grzegorza Zaricznego (Polska). Statuetkami Specjalnych Złotych Aniołów uhonorowani zostali Julia Jentsch i Bogusław Linda.

### 2011
IX Międzynarodowy Festiwal Filmowy Tofifest odbył się w Toruniu w dniach 25 czerwca – 1 lipca 2011 roku. Hasło edycji brzmiało: „Daj się zarazić!”. Filmy w konkursie głównym ON AIR oceniało jury w składzie: Dagur Kari (reżyser i scenarzysta), Borys Lankosz (reżyser, aktor i scenarzysta), Paweł Sala (reżyser) Tadeusz Sobolewski (krytyk filmowy) i Marta Żmuda-Trzebiatowska (aktorka). Natomiast w skład jury konkursu SHORTCUT weszli: urodzony w Toruniu reżyser i scenarzysta Rafał Kapeliński, reżyserka i scenarzystka Katarzyna Klimkiewicz oraz dyrektorka artystyczna Międzynarodowego Festiwalu Filmowego Kino Pavasaris w Wilnie Santa Ligeviciute.

#### Nagrody:
- Złoty Anioł Grand Prix dla filmu pełnometrażowego w konkursie ON AIR – Erratum reż. Marek Lechki
- Srebrny Anioł, nagroda za najlepszą reżyserię w ON AIR – Sława Ross za film Syberia, Monamour (Rosja)
- Złoty Anioł dla filmu krótkometrażowego w konkursie SHORTCUT – Będę walczyć dla ciebie, reż. Rachel Lang (Belgia)
- Nagroda Publiczności dla filmu polskiego w konkursie FROM POLAND – Młyn i krzyż, reż. Lech Majewski
- Nagroda Krytyki im. Zygmunta Kałużyńskiego – Syberia, Monamour, reż. Sława Ross (Rosja)
- Flisak nagroda dla twórcy związanego z regionem kujawsko-pomorskim – Piotr Głowacki i Marcin Sauter
- Złoty Anioł za Niepokorność Twórczą – Jerzy Stuhr
- Złoty Anioł dla Wybitnego Młodego Artysty Kina Europejskiego: Dagur Kári (Islandia)
- Specjalny Złoty Anioł za odwagę w podejmowaniu trudnych tematów i wybitne osiągnięcia w kinie – Jim Sheridan (Irlandia)
- Specjalny Złoty Anioł otwieranie nowych horyzontów i twórczy wkład w kinematografię światową – Jiří Menzel (Czechy)[12]

### 2012
X Międzynarodowy Festiwal Filmowy Tofifest odbył się w Toruniu w dniach 20–26 października 2012 roku. W programie festiwalu poza pokazami konkursowymi znalazły się min.: retrospektywy kina austriackiego, filipińskiego i węgierskiego oraz przegląd filmów bojowniczki o prawa hinduskich kobiet i ikony ambitnego kina indyjskiego Smity Patil. Jury konkursu głównego ON AIR: Zbigniew Zamachowski, Bodo Kox, rumuńska reżyserka Anca Damian, francuska reżyserka Rachel Lang oraz filmoznawca Piotr Kletowski.

#### Nagrody:
- Złoty Anioł Grand Prix dla filmu pełnometrażowego w konkursie ON AIR – Kuma, reż. Umut Dag(inne języki) (Austria)
- Srebrny Anioł, nagroda za najlepszą reżyserię w ON AIR – Iveta Grófová za film Aż do miasta Aš (Słowacja)
- Złoty Anioł dla filmu krótkometrażowego w konkursie SHORTCUT – Bestia, reż. Attila Till (Węgry)
- Nagroda Publiczności dla filmu polskiego w konkursie FROM POLAND – Mój rower, reż. Piotr Trzaskalski (Polska)
- Nagroda za Najlepszą Scenę Filmową im. Zygmunta Kałużyńskiego – We mgle, reż. Siergiej Łoznica (Białoruś)
- Flisak nagroda dla twórcy związanego z regionem kujawsko-pomorskim – Jakub Gierszał i Szymon Spandowski
- Złoty Anioł dla Wschodzącej Gwiazdy Kina Europejskiego: Jakub Gierszał
- Specjalny Złoty Anioł za niepokorność twórczą – Krystyna Janda
- Specjalny Złoty Anioł za całokształt twórczości – Geraldine Chaplin (USA)[13]

### 2013
XI Międzynarodowy Festiwal Filmowy Tofifest odbył się w Toruniu w dniach 21–27 października 2013 roku. Jury ON AIR: Marek Lechki, Violetta Vajda, Iliana Kitanova, Tomasz Raczek, Norah McGettigan. Jury SHORTCUT stanowili: Maciej Pieprzyca, György Durst, Jonas Gulbrandsen, Piotr Kletowski. Jury konkursu LOKALIZACJE: Maciej Cuske, Dawid Janicki, Monika Kuczyniecka.

#### Nagrody:
- Złoty Anioł Grand Prix dla filmu pełnometrażowego w konkursie ON AIR – Dziewczyna z szafy, reż. Bodo Kox
- Srebrny Anioł, nagroda za najlepszą reżyserię w ON AIR – Carlos Machado Quintela za film Basen (Kuba)
- Złoty Anioł dla filmu krótkometrażowego w konkursie SHORTCUT – Magma, reż. Paweł Maślona
- Nagroda Publiczności dla filmu polskiego w konkursie FROM POLAND – Chce się żyć, reż. Maciej Pieprzyca
- Złoty Anioł w konkursie LOKALIZACJE – Na własne ryzyko, reż. Piotr Grabowski
- Złoty Anioł za niepokorność twórczą – Ulrich Seidl
- Złoty Anioł za niepokorność twórczą – Kazimierz Kutz
- Złoty Anioł za niepokorność twórczą – Małgorzata Szumowska
- Złoty Anioł za całokształt twórczości – Krzysztof Zanussi
- Złoty Anioł za całokształt twórczości – Martin Šulík
- Złoty Anioł dla wschodzącej gwiazdy europejskiego kina – Magdalena Berus
- Flisak Tofifest – kujawsko-pomorska nagroda filmowa – Dawid Marcinkowski
- Flisak Tofifest – kujawsko-pomorska nagroda filmowa – Jacek Szymczak[14]

### 2014
XII Międzynarodowy Festiwal Filmowy Tofifest odbył się w Toruniu w dniach 21–27 października 2014 roku. Jury w konkursie ON AIR: Stefan Kitanov – dyrektor MFF w Sofii, György Durst – producent filmowy, Agata Trzebuchowska – aktorka, Sophie Mirouze – producentka na MFF w La Rochelle, Tomasz Wasilewski – reżyser. Jury konkursu SHORTCUT: Violetta Vajda – producentka festiwalu filmowego Mediawave, Marcin Kowalczyk – aktor, Paweł Maślona – reżyser, Barbara Białowąs – reżyser. Jury konkursu LOKALIZACJE: Olga Bołądź – aktorka, Robert Wichrowski – reżyser, Teresa Stępień-Nowicka – aktorka.

#### Nagrody:
- Złoty Anioł Grand Prix w konkursie ON AIR: Plemię, reż. Myrosław Słaboszpycki (Ukraina)
- Srebrny Anioł dla najlepszego reżysera w konkursie ON AIR: Turysta, reż. Ruben Östlund (Szwecja)
- Złoty Anioł w konkursie SHORTCUT: Thunderbirds, reż. Léa Mysius(inne języki) (Francja)
- Złoty Anioł w konkursie FROM POLAND: Jeziorak, reż. Michał Otłowski
- Złoty Anioł w konkursie LOKALIZACJE: Bydgoszcz od świtu do zmierzchu, reż. różni
- Złoty Anioł za niepokorność twórczą: Daniel Olbrychski
- Złoty Anioł dla wybitnej aktorki europejskiej: Agata Kulesza
- Złoty Anioł za wkład w rozwój europejskiego kina: Bohdan Sláma
- Złoty Anioł za całokształt twórczości: Jerzy Hoffman
- Złoty Anioł za całokształt twórczości: Danuta Szaflarska
- Flisak Tofifest – kujawsko-pomorska nagroda filmowa: Tomasz Wasilewski
- Flisak Tofifest – kujawsko-pomorska nagroda filmowa: Mirosław Dembiński(inne języki)[15]

### 2015
XIII Międzynarodowy Festiwal Filmowy Tofifest odbył się w Toruniu w dniach 18–25 października 2015.

#### Nagrody:
- Złoty Anioł Grand Prix w konkursie głównym ON AIR: Barany. Islandzka opowieść, reż. Grímur Hákonarson (Islandia)
- Srebrny Anioł dla najlepszego reżysera filmu konkursu głównego ON AIR: César Augusto Acevedo(inne języki) za film Ziemia i cień (Kolumbia)
- Złoty Anioł w konkursie krótkometrażowym SHORTCUT: Ten Buildings Away, reż. Miki Polonski (Izrael)
- Złoty Anioł w konkursie polskim FROM POLAND: Karbala, reż. Krzysztof Łukaszewicz
- Złoty Anioł w konkursie regionalnym LOKALIZACJE: Ziggy Dust, reż. Ryszard Kruk (Polska)
- Złoty Anioł za niepokorność twórczą: Jan Peszek
- Złoty Anioł za niepokorność twórczą: Anna Dymna
- Złoty Anioł dla wybitnej artystki kina europejskiego: Anne Fontaine(inne języki)
- Złoty Anioł dla wschodzącego talentu kina europejskiego: Umut Dag(inne języki)
- Flisak Tofifest – kujawsko-pomorska nagroda filmowa: Paweł Tchórzelski
- Flisak Tofifest – kujawsko-pomorska nagroda filmowa: Anna Antonowicz[16]

### 2016
XIV Międzynarodowy Festiwal Filmowy Tofifest odbył się w Toruniu w dniach 15–23 października 2016.

#### Nagrody:
- Złoty Anioł Grand Prix w konkursie głównym ON AIR: Toni Erdmann, reż. Maren Ade (Niemcy)
- Srebrny Anioł dla najlepszego reżysera filmu konkursu głównego ON AIR: Morgan Simon(inne języki) za film Posmak tuszu (Francja)
- Złoty Anioł w konkursie krótkometrażowym SHORTCUT: Jąkała, reż. Benjamin Cleary (Wielka Brytania)
- Nagroda Jury Młodych w konkursie głównym ON AIR: Posmak tuszu, reż. Morgan Simon (Francja)
- Nagroda Jury Studenckiego w konkursie głównym ON AIR: Zoologia, reż. Iwan Twierdowski (Rosja)
- Złoty Anioł w konkursie polskim FROM POLAND: Ostatnia rodzina, reż. Jan P. Matuszyński
- Złoty Anioł w konkursie regionalnym LOKALIZACJE: Koniec świata, reż. Monika Pawluczuk
- Złoty Anioł za niepokorność twórczą: Wojciech Smarzowski
- Złoty Anioł za niepokorność twórczą: Erik Poppe
- Złoty Anioł za niepokorność twórczą: Marek Kondrat
- Złoty Anioł za całokształt twórczości: Andrzej Seweryn
- Złoty Anioł za całokształt twórczości: Allan Starski
- Flisak Tofifest – kujawsko-pomorska nagroda filmowa: Katarzyna Żak
- Flisak Tofifest – kujawsko-pomorska nagroda filmowa: Remigiusz Zawadzki[17]

### 2017
XV Międzynarodowy Festiwal Filmowy Tofifest odbył się w Toruniu w dniach 21–29 października 2017.

#### Nagrody:
- Złoty Anioł Grand Prix w konkursie głównym ON AIR: Jeszcze nie koniec, reż. Xavier Legrand (Francja)
- Srebrny Anioł dla najlepszego reżysera filmu konkursu głównego ON AIR: Mariam Khatchvani za film Macierzyństwo (Gruzja)
- Złoty Anioł w konkursie krótkometrażowym SHORTCUT: Nauka, reż. Emi Buchwald
- Nagroda Jury Młodych w konkursie głównym ON AIR: Mobile Homes, reż. Vladimir de Fontenay (Kanada)
- Nagroda Jury Studenckiego w konkursie głównym ON AIR: Teheran tabu(inne języki), reż. Ali Soozandeh (Niemcy)
- Złoty Anioł w konkursie polskim FROM POLAND: Najlepszy, reż. Łukasz Palkowski
- Złoty Anioł za Niepokorność Twórczą: Marek Koterski
- Złoty Anioł za Niepokorność Twórczą: Katarzyna Nosowska
- Złoty Anioł za Niepokorność Twórczą: Maciej Stuhr
- Złoty Anioł za Całokształt Twórczości: Jan Englert
- Flisak Tofifest: Małgorzata Kożuchowska
- Honorowy Złoty Anioł: Prezydent Miasta Torunia Michał Zaleski[18]

### 2018
XVI Międzynarodowy Festiwal Filmowy Tofifest odbył się w Toruniu w dniach 20–28 października 2018. Jury Konkursu Filmów Pełnometrażowych ON AIR: Robert Gliński, Julia Kijowska, Łukasz Maciejewski, Agnieszka Żulewska, Adam Woronowicz i Magnus Von Horn. Jury konkursu SHORTCUT: Magdalena Łazarkiewicz, Anna Zamecka, Michalina Olszańska, Marcin Bortkiewicz, Marcin Sauter.
Nagrody:
- Złoty Anioł Grand Prix w konkursie głównym ON AIR: Dziewczyna, reż. Lukas Dhont (Belgia)
- Złoty Anioł w konkursie krótkometrażowym SHORTCUT: Judgement, reż. Raymund Ribay Gutierrez(inne języki) (Filipiny)
- Nagroda Jury Młodych w konkursie głównym ON AIR: Summer Survivors, reż. Marija Kavtaradze (Litwa)
- Nagroda Jury Studenckiego w konkursie głównym ON AIR: Dziewczyna, reż. Lukas Dhont (Belgia)
- Złoty Anioł w konkursie polskim FROM POLAND: Kamerdyner, reż. Filip Bajon
- Złoty Anioł za Niepokorność Twórczą: Marian Dziędziel
- Złoty Anioł za Niepokorność Twórczą: Arkadiusz Jakubik
- Złoty Anioł za Niepokorność Twórczą: Wojciech Waglewski
- Złoty Anioł za Niepokorność Twórczą: Jafar Panahi
- Złoty Anioł za Całokształt Twórczości: Maja Komorowska
- Flisak Tofifest: Grażyna Szapołowska
- Flisak Tofifest: Dawid Janicki
- Honorowy Złoty Anioł: Marszałek Województwa Kujawsko-Pomorskiego Piotr Całbecki[19]

### 2019
XVII Międzynarodowy Festiwal Filmowy Tofifest odbył się w Toruniu w dniach 19–27 października 2019.

#### Nagrody:
- Złoty Anioł Grand Prix w konkursie głównym ON AIR: Niech stanie się światłość, reż. Marko Škop (Słowacja)
- Złoty Anioł w konkursie krótkometrażowym SHORTCUT: Sok z arbuza, reż. Irene Moray (Hiszpania)
- Złoty Anioł dla reżysera w konkursie ON AIR: Mounia Meddour za film Lalka (Algieria)
- Nagroda Jury Młodych w konkursie głównym ON AIR: Moje myśli są ciche, reż. Antonio Łukicz (Ukraina)
- Nagroda Jury Studenckiego w konkursie głównym ON AIR: Lalka, reż. Mounia Meddour
- Złoty Anioł w konkursie polskim FROM POLAND: Boże Ciało, reż. Jan Komasa
- Złoty Anioł za Niepokorność Twórczą: Dawid Ogrodnik
- Złoty Anioł za Niepokorność Twórczą: Agnieszka Holland
- Złoty Anioł za Niepokorność Twórczą: Paweł Pawlikowski
- Złoty Anioł za Całokształt Twórczości: Krzysztof Globisz[20]

### 2020
XVIII Międzynarodowy Festiwal Filmowy Tofifest odbył się w Toruniu w dniach 17–25 października 2020. Jury konkursu ON AIR: Anna Kazejak, Agnieszka Smoczyńska, Agnieszka Glińska, Janusz Chabior i Piotr Witkowski. Jury konkursu SHORTCUT: Marta Prus, Agnieszka Pisarek i Michał Jacaszek. Jury nagrody młodych: Zuza Suchorzyńska, Kinga Grabalis, Jan Brzozowski i Tomasz Poborca.

#### Nagrody:
- Złoty Anioł Grand Prix w konkursie głównym ON AIR: Sole, reż. Carlo Sironi(inne języki) (Włochy)
- Złoty Anioł w konkursie krótkometrażowym SHORTCUT: Entre tú y Milagros, reż. Mariana Saffon (Kolumbia)
- Nagroda Jury Młodych w konkursie głównym ON AIR: Sole, reż. Carlo Sironi (Włochy)
- Złoty Anioł w konkursie polskim FROM POLAND: Między nami, reż. Dorota Probucka
- Złoty Anioł pasma Bella for Women: Maria Sadowska
- Złoty Anioł za niepokorność twórczą: Agata Buzek
- Złoty Anioł za niepokorność twórczą: Łukasz Simlat
- Flisak Tofifest: Romia Gąsiorowska[21]

### 2021
XIX Międzynarodowy Festiwal Filmowy Tofifest odbył się w Toruniu w dniach 30 czerwca – 4 lipca 2021. Jury konkursu ON AIR: Arkadiusz Jakubik, Maria Sadowska, Philippe Tłokiński, Piotr Domalewski, Roma Gąsiorowska. Jury młodych w składzie: Antonina Szweda, Adam Krośnicki-Midon i Mateusz Olech.

#### Nagrody:
- Złoty Anioł Grand Prix w konkursie głównym ON AIR: La terre des hommes, reż. Naël Marandin (Francja)
- Nagroda Jury Młodych w konkursie głównym ON AIR: Jeśli wiatr ucichnie, reż. Nora Martirosyan (Armenia)
- Złoty Anioł w konkursie polskim FROM POLAND: Każdy ma swoje lato, reż. Tomasz Jurkiewicz
- Złoty Anioł Bella Women: Sandra Drzymalska
- Złoty Anioł za niepokorność twórczą: Krzysztof Majchrzak
- Złoty Anioł za niepokorność twórczą: Jan Jakub Kolski
- Flisak Tofifest: Beata Kawka[22]

### 2022
XX Międzynarodowy Festiwal Filmowy Tofifest odbył się w Toruniu w dniach 28 czerwca – 3 lipca 2022. Jury konkursu ON AIR: Grażyna Błęcka-Kolska, Marcin Bortkiewicz, Magdalena Czerwińska, Katarzyna Klimkiewicz i Adam Woronowicz.

#### Nagrody:
- Złoty Anioł Grand Prix w konkursie głównym ON AIR: Olga, reż. Elie Grappe(inne języki) (Szwajcaria)
- Złoty Anioł w konkursie polskim FROM POLAND: Chrzciny, reż. Jakub Skoczeń(inne języki)
- Złoty Anioł za niepokorność twórczą: Aleksandra Popławska
- Złoty Anioł za niepokorność twórczą: Robert Więckiewicz
- Złoty Anioł za całokształt twórczości: Filip Bajon
- Nagrody dla obiecującej aktorki europejskiej: Maria Dębska
- Flisak Tofifest: Tomasz Ziętek[23]

### 2023
XXI Międzynarodowy Festiwal Filmowy Tofifest odbył się w Toruniu w dniach 27 czerwca – 2 lipca 2023.

#### Nagrody:
- Złoty Anioł Grand Prix w konkursie głównym ON AIR: Chleb i sól, reż. Damian Kocur
- Złoty Anioł w konkursie polskim FROM POLAND: Prawdziwe życie aniołów, reż. Artur Więcek
- Flisak Tofifest – nagroda dla twórcy związanego z regionem kujawsko-pomorskim: Adrianna Biedrzyńska
- Złoty Anioł dla obiecującej europejskiej aktorki: Lena Góra
- Złoty Anioł za niepokorność twórczą: Eryk Lubos
- Złoty Anioł dla damy polskiego kina: Magdalena Zawadzka

Gala zamknięcia zakończyła się koncertem Warszawskiej Orkiestry Sentymentalnej z przedwojenną muzyką filmową.

### 2024
XXII Międzynarodowy Festiwal Filmowy Tofifest. Kujawy i Pomorze odbył się w Toruniu w dniach 25–30 czerwca 2024 roku. Podczas uroczystej gali zamknięcia, która odbyła się 29 czerwca, ogłoszono laureatów konkursów filmowych.Jury konkursu ON AIR: Kinga Dębska, Katarzyna Figura, Damian Kocur, Wojciech Urbański, Zbigniew Zamachowski.

#### Nagrody
- Złoty Anioł Grand Prix w konkursie ON AIR: 78 Days, reż. Emilija Gašič (Serbia)
- Złoty Anioł w konkursie FROM POLAND (nagroda publiczności): Chłopi, reż. DK Welchman i Hugh Welchman
- Złote Anioły za niepokorność twórczą:
  - Jerzy Skolimowski
  - Martyna Wojciechowska
  - Zbigniew Zamachowski
- Złoty Anioł dla Europejskiej Aktorki – BELLA WOMAN: Kamila Urzędowska
- Nagroda Prezydenta Miasta Torunia FLISAK: Julian Świeżewski

Gala zamknięcia zakończyła się koncertem LOVE IS LOVE w wykonaniu Michała Szpaka.

### 2025
XXIII Międzynarodowy Festiwal Filmowy Tofifest odbył się w Toruniu w dniach 28 czerwca – 4 lipca 2025 roku. W ramach wydarzenia zaprezentowano filmy w konkursie głównym ON AIR oraz w konkursie polskim FROM POLAND. Jury konkursu ON AIR: Gabriela Muskała, Jowita Budnik, Anna Maliszewska, Andrzej Konopka, Piotr Trojan i Tomasz Wasilewski.

#### Nagrody
- Złoty Anioł Grand Prix w konkursie ON AIR: Lesson Learned, reż. Bálint Szimler (Węgry)
- Wyróżnienia w konkursie ON AIR:
  - Myriem Akheddouh za rolę w filmie Wierzymy Ci, reż. Charlotte Devillers i Arnaud Dufeys
  - Manas, reż. Marianna Brennand
  - Christy, reż. Brendan Canty
- Złoty Anioł w konkursie FROM POLAND (nagroda publiczności): Pod szarym niebem, reż. Mary Tamkovich
- Złoty Anioł za niepokorność twórczą:
  - Mirosław Baka
  - Kazik Staszewski
- Nagroda Prezydenta Miasta Torunia FLISAK: Katarzyna Warnke
- Nagroda Filmowa Marszałka Województwa Kujawsko-Pomorskiego im. Poli Negri dla aktorki: Agnieszka Dulęba-Kasza
- Nagroda im. Ryszarda Bugajskiego dla najlepszego reżysera polskiego filmu w konkursie FROM POLAND: Monika Majorek za film Innego końca nie będzie

Festiwal zakończył się koncertem Kazika Staszewskiego.